# Thomas Weiland-Stiftung
Die Thomas Weiland-Stiftung an der Technischen Universität Darmstadt ist eine gemeinnützige Stiftung mit dem Zweck der Förderung von Wissenschaft und Forschung durch Unterstützung des wissenschaftlichen Nachwuchses in MINT-Fächern. Stifter sowie Namensgeber ist der Physiker, Ingenieur und Unternehmer Thomas Weiland.

## Geschichte und Intention der Thomas Weiland-Stiftung
Ursprung der Gründung war Weilands Idee, jungen Menschen mit Talent und Technikbegeisterung die Gelegenheit zu bieten, an der TU Darmstadt studieren zu können. Hierzu wurde die Thomas Weiland-Stiftung am 30. Oktober 2014 gegründet und am 5. November 2014 als rechtsfähige Stiftung des bürgerlichen Rechts anerkannt. Laut ihrem Stifter möchte sie besonders begabten Studierenden aus dem MINT-Bereich ein Studium unabhängig von ihren jeweiligen finanziellen Verhältnissen ermöglichen, bei dem sie sich frei von finanziellen Problemen und Zwängen an ihren Interessen orientieren können. Dies sei „die beste Grundlage, um sich wissenschaftlich entfalten und über den Tellerrand der jeweiligen Disziplin schauen zu können.“
Hintergrund ist Weilands enge Beziehung zur Technischen Universität Darmstadt (bis 30. September 1997 noch Technische Hochschule Darmstadt), an der er einst selbst studierte und später langjährig als Professor und Leiter des Instituts Theorie Elektromagnetischer Felder (TEMF) tätig war. Nach Weilands eigenem Empfinden gewährte die Universität ihm dabei eine äußerst freie Entfaltung in Lehre und Forschung und hatte auch großen Anteil an seinem erfolgreichen unternehmerischen Werdegang. Ähnliche Erfahrungen soll seine Stiftung nun auch anderen Menschen möglich machen.

## Förderlinien, Besonderheiten und Aufnahme in die Stiftung
Die Thomas Weiland-Stiftung vergibt Stipendien an Bewerberinnen und Bewerber mit exzellenten akademischen oder schulischen Leistungen. In den ersten Jahren war die Förderung auf Masterstudierende mit MINT-Bezug zugeschnitten. 2020 wurde das Stipendienangebot um die Förderung von Bachelorstudierenden erweitert. Seit dem Jahr 2021 gibt es zusätzlich eine separate Förderlinie für erfolgreiche Teilnehmer der Wettbewerbe von Jugend forscht und Schüler experimentieren. Letztgenannte bestätigt das vorhandene Potenzial technischer Kompetenz und den Sinn der Stiftung einmal mehr: Unter den neu Geförderten an der TU Darmstadt befinden sich Jugend forscht-Preisträgerinnen und -Preisträger aus ganz Deutschland inklusive eines Bundessiegers sowie mehrerer Landessieger aus Bayern, Sachsen und Niedersachsen. Bemerkenswerter Nebeneffekt der Stiftung – und ganz im Sinne der ursprünglichen Intention Thomas Weilands, „etwas zurückzugeben“ – ist der hohe Grad an sozialem Engagement, den viele Stipendiatinnen und Stipendiaten aufgrund ihrer finanziellen Unabhängigkeit neben ihrem alltäglichen Studium an den Tag legen.
Bewerben können sich sowohl ausgezeichnete Studentinnen und Studenten der MINT-Fächer als auch hervorragende  Abiturienten mit großem technischem Interesse sowie alle jungen Menschen, die an Jugend forscht- bzw. Schüler experimentieren-Projekten teilgenommen und dabei eine Platzierung erreicht haben. Aktuell erhalten Stipendiatinnen und Stipendiaten monatlich 750 Euro über den Verlauf von drei Jahren bei Bachelorstudiengängen bzw. über zwei Jahre bei Masterstudiengängen.